# Renault Type MH
Der Renault MH war der erste serienmäßig gebaute LKW mit zwei angetriebenen Hinterachsen (6×4).

## Geschichte
Zu Frankreichs Kolonialbesitz zählten in den 1920er Jahren große Teile der Sahara und Zentralafrikas. Diese größte Trockenwüste der Welt (und vielleicht auch noch das gesamte restliche Afrika bis zum Kap der Guten Hoffnung) mit einem Kraftfahrzeug zu durchqueren, stellte insbesondere für die Franzosen als Besitzer dieser Wüstengebiete eine gewaltige Herausforderung dar. In den 1920er Jahren war die technische Entwicklung des Kraftfahrzeugs so weit fortgeschritten, dass man ein Fahrzeug konstruieren konnte, das in der Lage war, etliche tausend Kilometer einer letztlich straßenlosen Strecke ohne größere Reparaturen zurückzulegen. Dabei waren insbesondere auch an die Geländegängigkeit des Kraftfahrzeugs hohe Anforderungen zu stellen. Citroēn entwickelte in diesem Zusammenhang ihre Citroën-Kégresse Halbkettenfahrzeuge und Renault den hier vorgestellten Typ MH. Berliet folgte ein Jahr später mit dem Typ VPB, einem 6×6-Fahrzeug mit lenkbarer Vorder- und Hinterachse.
Der Renault MH machte von sich reden, als der französische Hauptmann Delingette mit seiner Frau und einem Arzt in den Jahren 1923/24, beginnend in Oran, zunächst die Sahara und anschließend das restliche Afrika über Nairobi und Elisabethville nach Kapstadt durchquerte. Bei seiner Rückkehr nach Paris am 6. August 1925 wurde den Expeditionsteilnehmern ein jubelnder Empfang bereitet.
Im Übrigen waren die verkauften Stückzahlen des Renault MH eher bescheiden: Im Jahr 1924 bestellte die französische Armee 22 Stück. Die polnische Armee erwarb in der zweiten Hälfte der 1920er Jahre einige Dutzend, die britische Armee testete mindestens ein Exemplar.

## Technik
Das Fahrzeug hatte einen Vierzylindermotor mit einem Hubraum von 2120 cm³ (Bohrung 75 mm, Hub 120 mm). Dieser Motor war auch im zur gleichen Zeit gebauten Mittelklassewagen Renault 10 CV (auch Renault GS, Renault GC, Renault IG, Renault JR und Renault KZ genannt) eingebaut und leistete etwa 30 effektive PS. Das Besondere des Fahrzeugs waren die drei Achsen: Hierdurch sollte ein möglichst geringer Bodendruck des einzelnen Rades erreicht werden, um ein Einsinken im Wüstensand zu verhindern. Um diese Wirkung noch zu verstärken, waren alle Räder doppelt bereift. Ein Antrieb auf die Vorderräder war damals noch sehr schwierig: Da sie zum Lenken schwenkbar sein mussten, waren die Antriebswellen  besonderem Verschleiß ausgesetzt, ihre Kreuzgelenke nutzten sich sehr schnell ab. Erst allmählich löste die Automobilindustrie dieses Problem. Renault versuchte es zu umgehen und konstruierte einen Antrieb für beide Hinterachsen, um zwei Achsen anzutreiben – ähnlich wie beim Allradantrieb eines zweiachsigen Fahrzeuges.

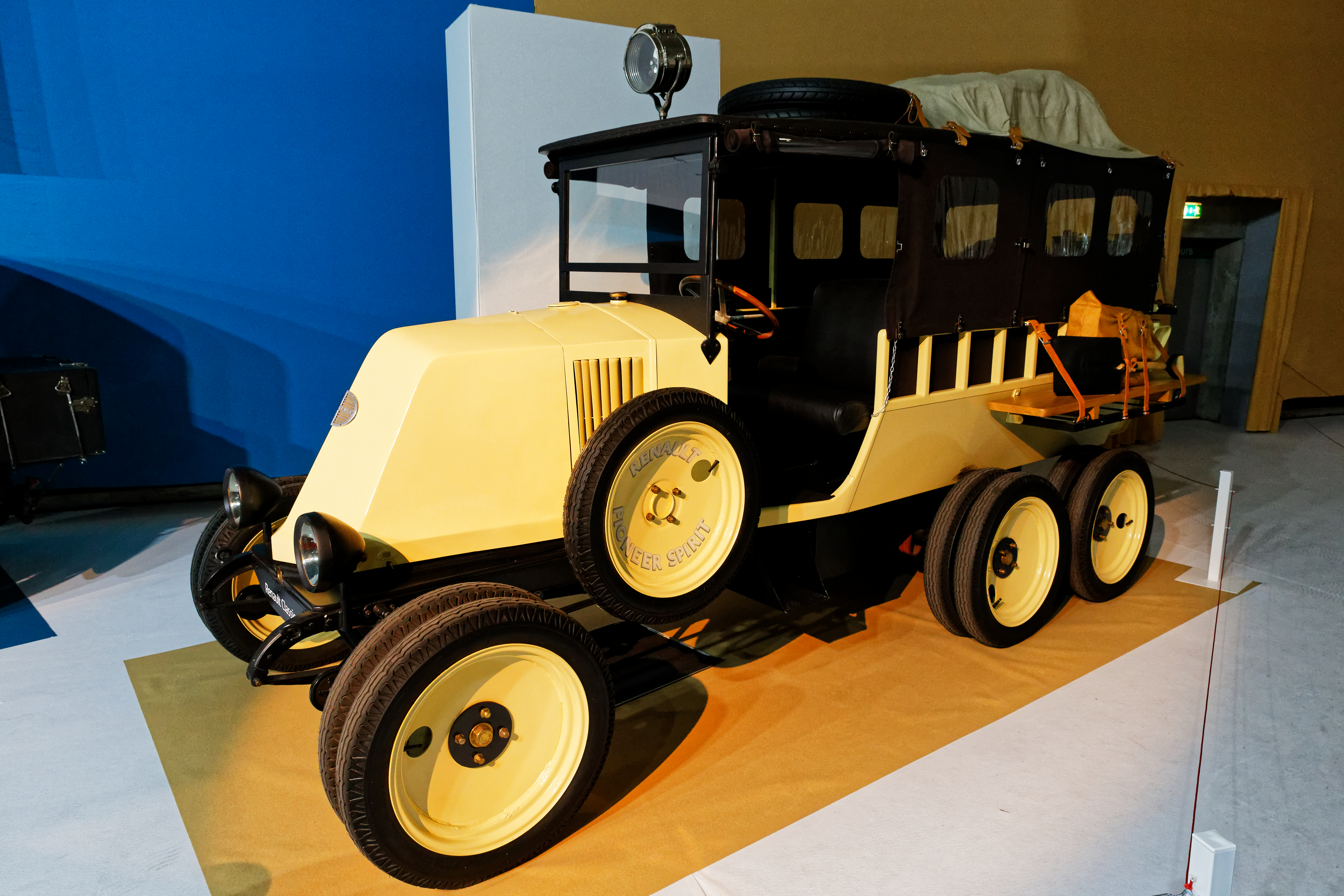
Renault MH ausgestellt beim Pariser Autosalon 2018.
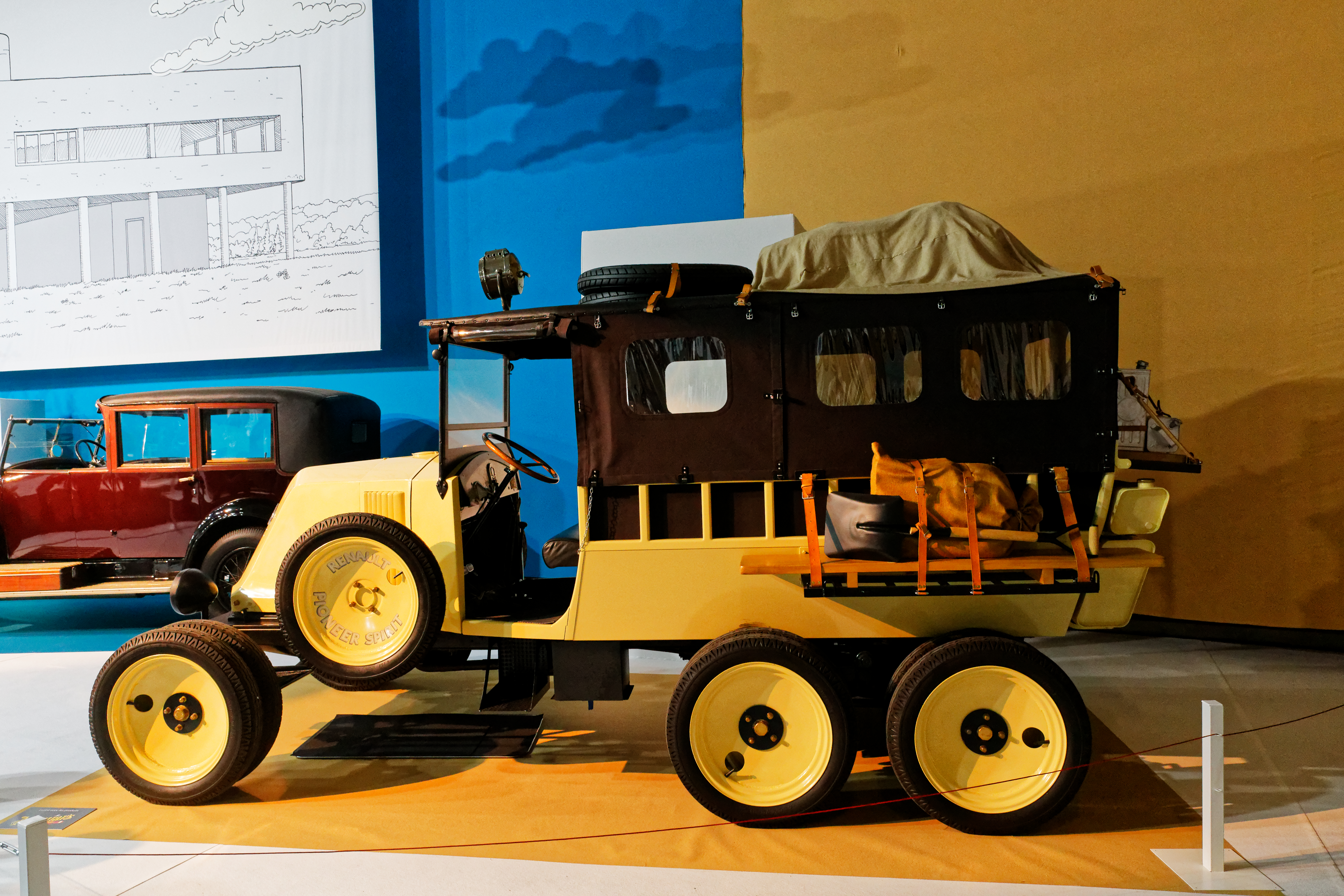
Renault MH ausgestellt beim Pariser Autosalon 2018.
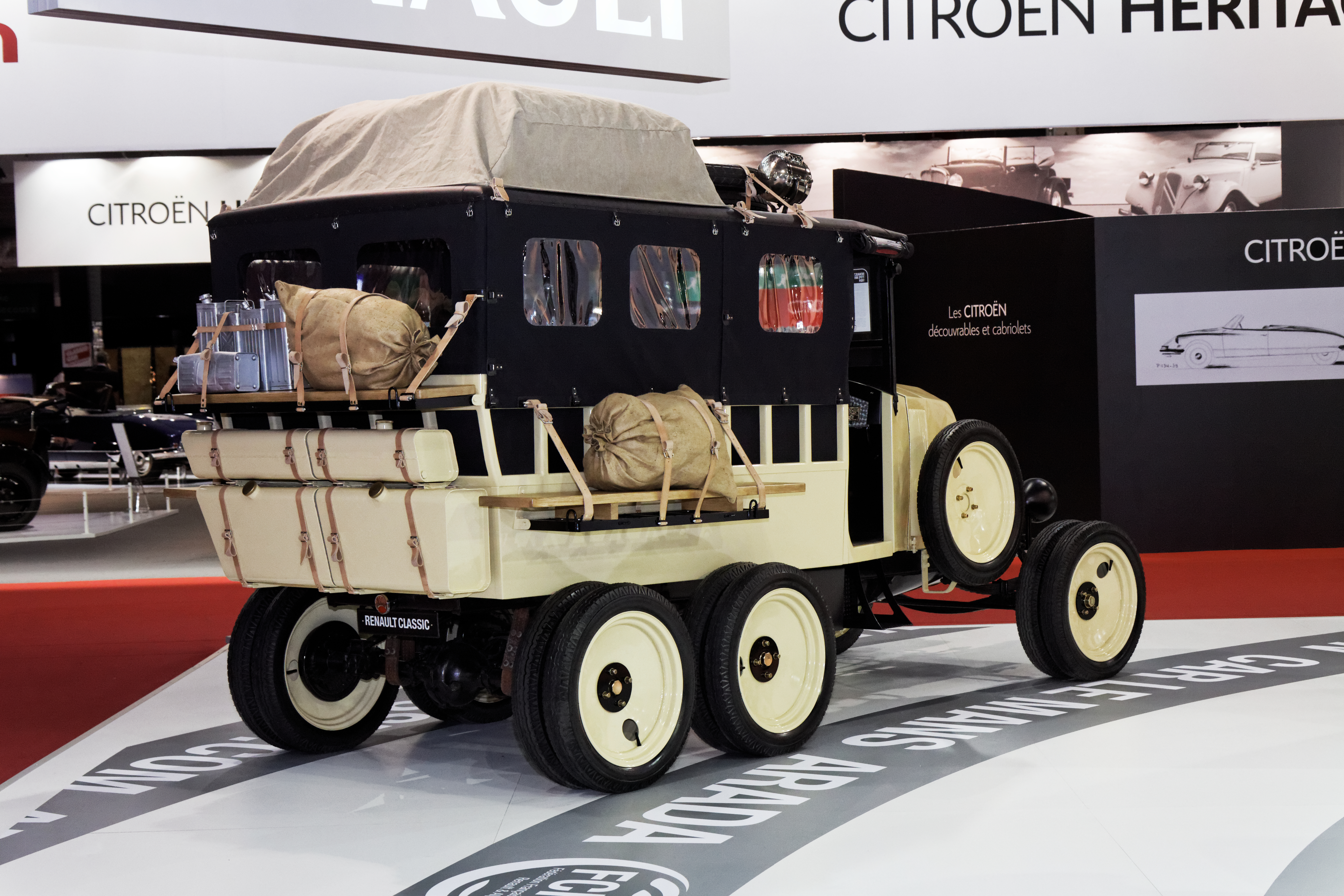
Renault MH ausgestellt bei der Rétromobile 2013.
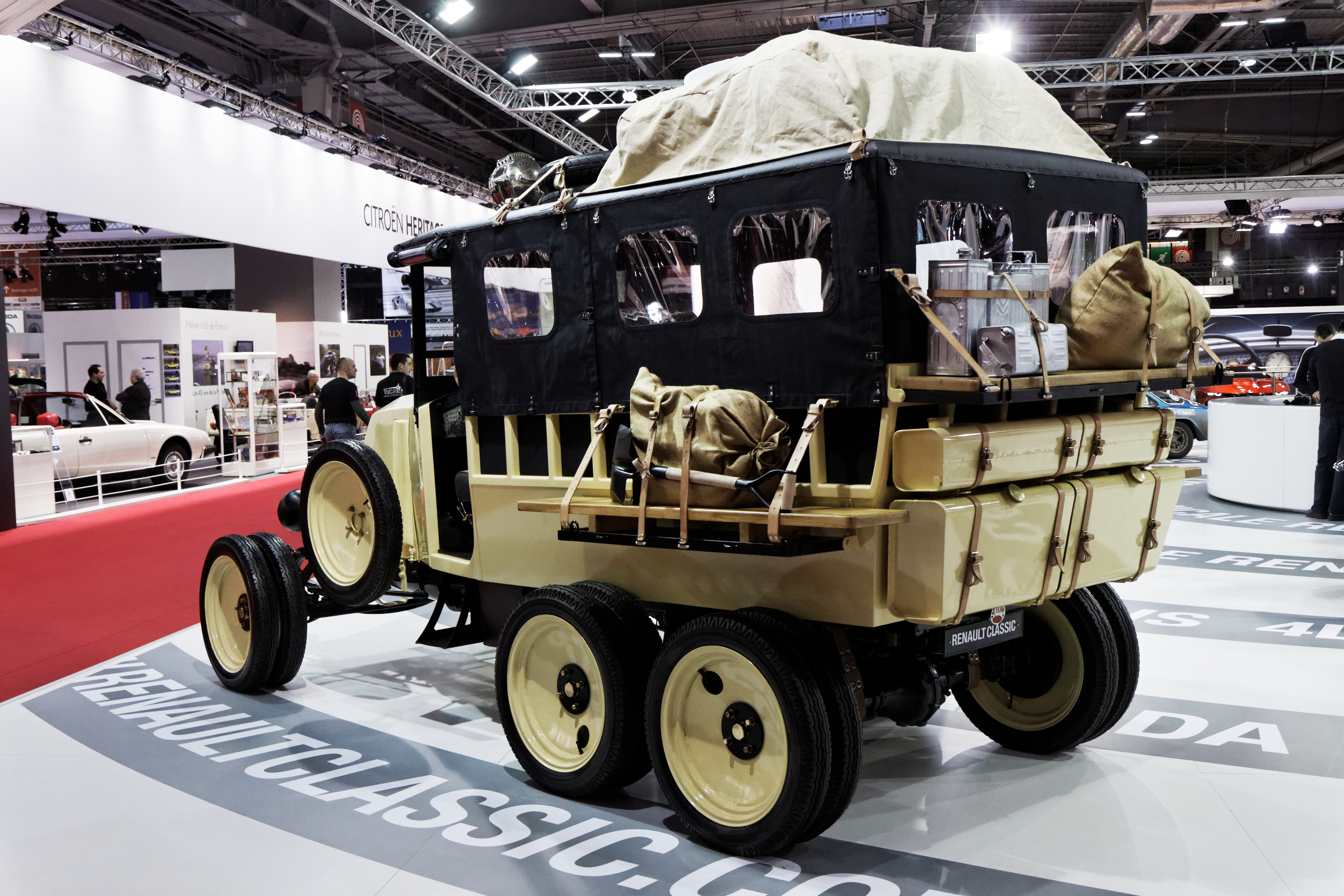
Renault MH ausgestellt bei der Rétromobile 2013.

## Bedeutung des Fahrzeugs
Das Fahrzeug fand nur sehr eingeschränkte Verbreitung: Frankreich gehörte zwar zu Siegerstaaten des Ersten Weltkriegs, war aber durch den Krieg gegenüber den USA hoch verschuldet; die deutschen Reparationszahlungen reichten gerade aus, um Zins- und Tilgungslasten aus diesen Krediten zu bedienen. Frankreich hatte also in den 1920er Jahren keinerlei Mittel, um seine Armee zu motorisieren, und anderen europäischen Staaten erging es ähnlich.
Die Bedeutung des Fahrzeuges liegt einerseits darin, dass es als eines der ersten Afrika von Norden nach Süden durchquerte (die Croisière Noire mit Citroēn-Fahrzeugen folgte erst ein Jahr später). Weiterhin war der Renault MH der erste leichte Lkw mit der Antriebsformel 6×4. Dieser Typ fand in den späten 1920er und frühen 1930er Jahren beim Militär weite Verbreitung, zu nennen sind:
Großbritannien: Morris-Commercial D, Crossley Motors BGV
Deutschland: Krupp-Protze, Büssing G31, Klöckner-Humboldt-Deutz M206, Daimler-Benz G3
Österreich: Steyr 640
Tschechoslowakei: Praga RV, Tatra T26 und andere
Italien: Fiat-SPA Dovunque 33, Fiat-SPA Dovunque 35
Sowjetunion: GAZ-AAA
Japan: Isuzu Typ 94

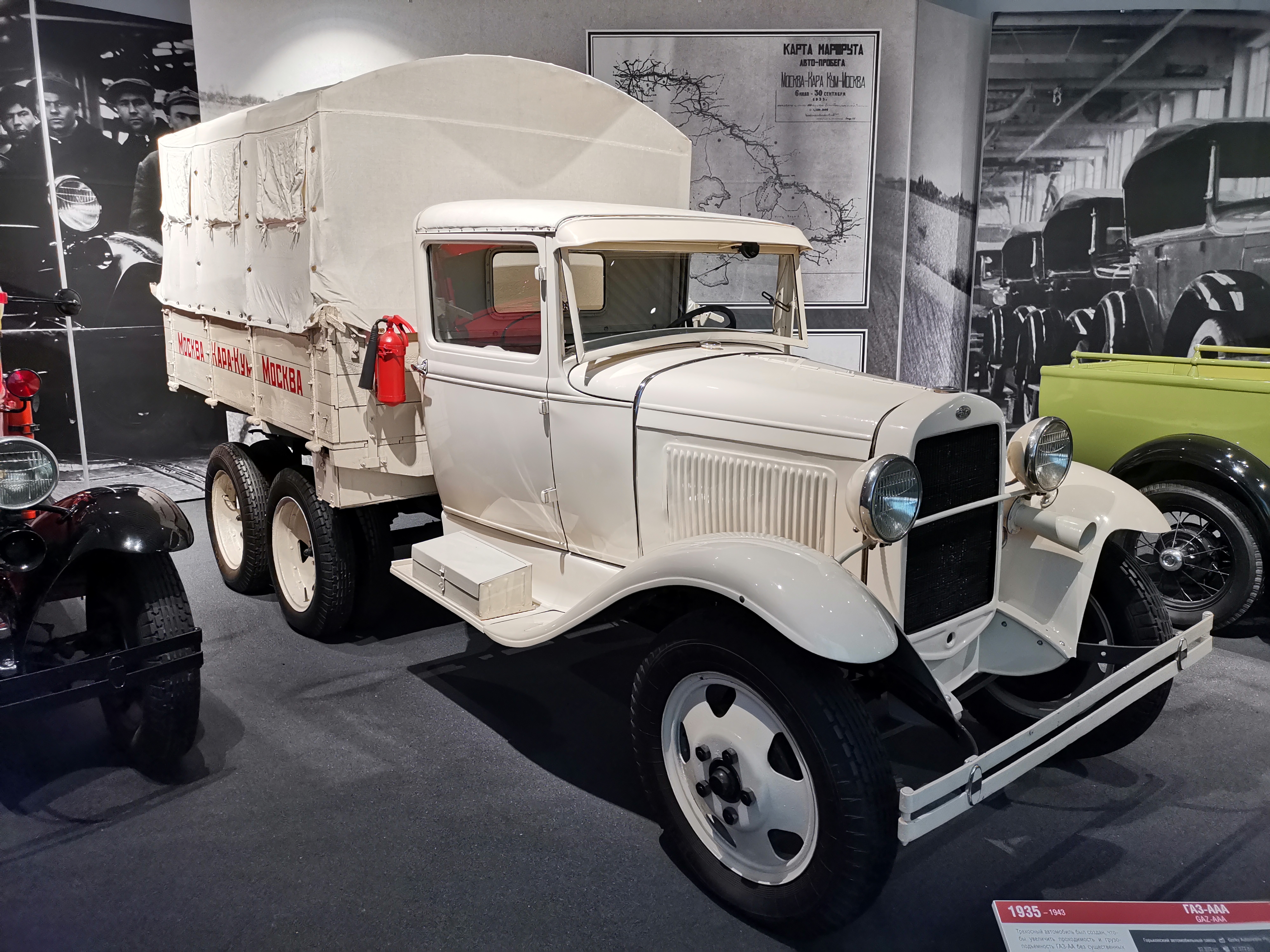
GAZ-AAA im UMMC Museum Complex in Werchnjaja Pyschma.
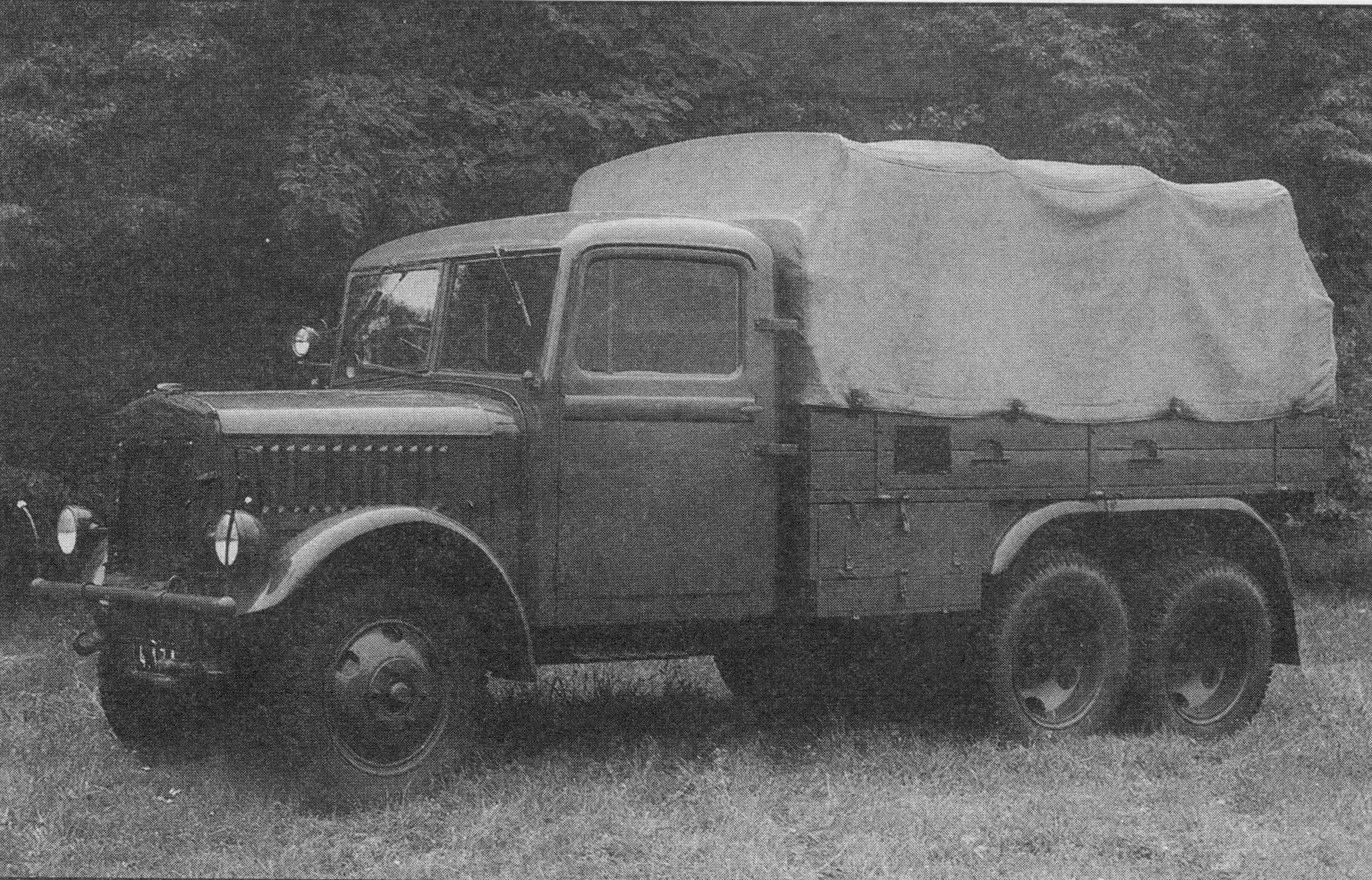
Praga RV (1936).
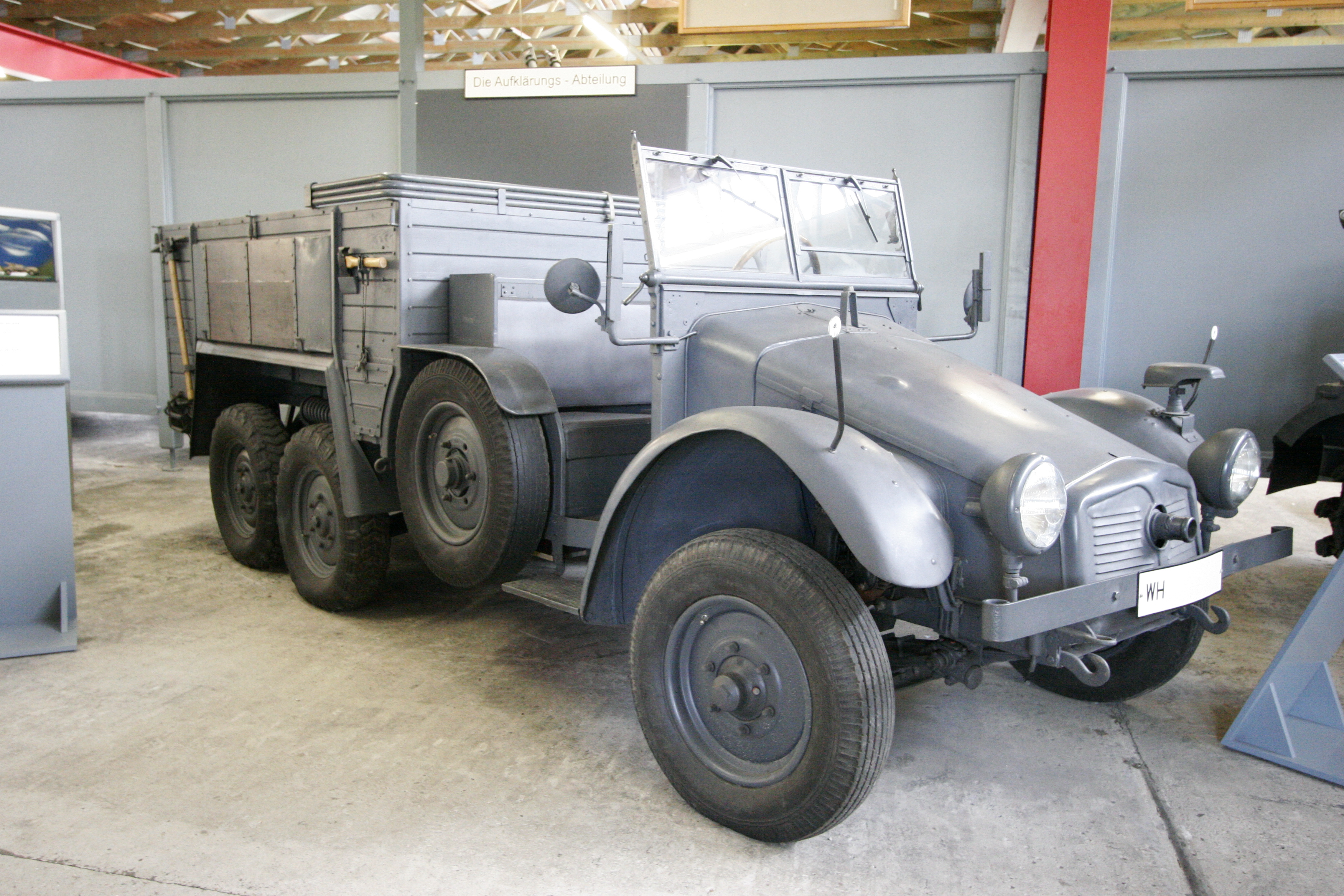
Krupp-Protze im Panzermuseum Munster.
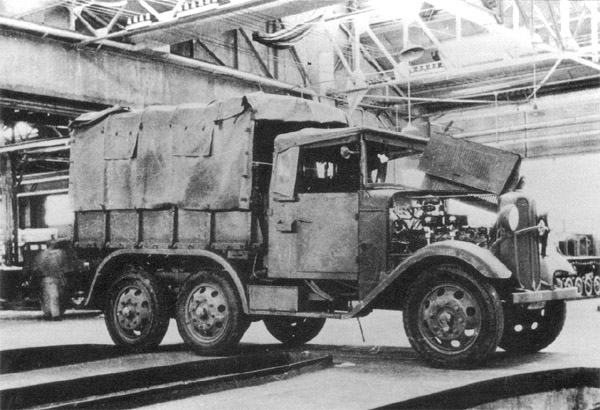
Izuzu Typ 94 6-Rad-Lkw, Endmontage 1935.

Allerdings neigten 6×4-Fahrzeuge mit dem schweren Motorblock auf der antriebslosen Vorderachse dazu, sich im matschigen Untergrund „einzugraben“. Ende der 1930er Jahre erkannte man, dass ein Vierrad-Lkw mit zuschaltbarem Vorderradantrieb diesen Nachteil nicht hatte und außerdem mit geringerem Aufwand herzustellen war. Dementsprechend lösten ab 1939/40 in der 1,5-Tonnen-Klasse Fahrzeuge mit 4×4-Antrieb (z. B. Bedford OX, Morris-Commercial C8, Guy Quad Ant, SPA TL37, Daimler-Benz L 1500 A, Steyr 1500, Dodge WC-Serie) die 1,5-Tonner mit 6×4-Antrieb ab.
Der „große Bruder“ des Renault MH war der Dreitonner-Lkw Renault OX von 1925, der als erster in der Dreitonnenklasse über einen 6×4-Antrieb verfügte.